# FXブロードネット
株式会社FXブロードネットは、東京都千代田区丸の内に本社を置く外国為替証拠金取引専門の金融先物取引業者。

## 概要
1993年、前進となる為替情報会社として発足、数回の社名変更や本社移転を経て、店頭外国為替証拠金(FX)取引のオンラインサービスである「ＦＸブロードネット」や東京金融取引所の取引所為替証拠金取引である「くりっく３６５」の取り扱いを提供してきた。

## 沿革
- 1993年9月22日、東京都千代田区3番町に株式会社ワカバヤシエフエックスアソシエイツを設立、外国為替に関する情報サービス並びにコンサルティングの営業を開始する。
- 1994年5月18日、商号を株式会社ダブリュー・エフエックス・アソシエイツに変更
- 1995年1月17日、本店を千代田区九段北1丁目に移転
- 1997年8月20日、商号を株式会社ワカバヤシエフエックスアソシエイツに変更  本店を文京区大塚1丁目に移転
- 1999年1月13日、本店を千代田区神田鍛冶町3丁目に移転
- 2002年10月23日、資本金を22,914,000円に増資
- 2003年2月5日、有価証券に係る投資顧問業の規制に関する法律第4条に定める投資顧問業者としての登録完了(関東財務局長第1121号)
- 2003年4月1日、外国為替証拠金取引のIB(Introducing Broker)業務を開始
- 2005年7月19日、資本金を24,000,000円に増資
- 2005年8月5日、資本金を52,000,000円に増資
- 2005年11月4日、資本金を80,000,000円に増資
- 2006年3月17日、金融先物取引法第56条に定める金融先物取引業者としての登録完了 (関東財務局長(金先)第116号)
- 2006年3月27日、金融先物取引業協会会員としての登録完了(会員番号1541)
- 2006年12月28日、本店を港区新橋3丁目に移転
- 2007年4月19日、持株会社である株式会社あぷるホールディングスを設立し同社の完全子会社となると同時に、商号をあぷるFX株式会社に変更
- 2007年9月13日、資本金を177,500,000円に増資
- 2007年9月30日、金融商品取引業登録(関東財務局長(金商)第244号)
- 2007年10月22日、商号を株式会社FXトレーディングシステムズに変更  本店を中央区日本橋堀留町1丁目に移転
- 2009年4月17日、資本金を300,000,000円に増資
- 2009年6月29日、本店を千代田区丸の内1丁目に移転
- 2010年10月01日、取引所為替証拠金取引(くりっく365)に係る為替証拠金取引資格を取得
- 2014年10月15日、FXの自動売買機能トラッキングトレードサービス開始
- 2016年12月1日、商号を株式会社FXブロードネットに変更